# Pseudomys novaehollandiae
Pseudomys novaehollandiae є видом гризунів із родини Muridae. Вперше він був описаний Джорджем Вотерхаусом у 1843 році. Він зник з поля зору понад століття, перш ніж його знову відкрили в національному парку Ку-Рінг-Гай Чейз на північ від Сіднея в 1967 році. Він зустрічається лише на південному сході Австралії, у штатах Нью Південний Уельс, Квінсленд, Вікторія і Тасманія.

## Морфологічна характеристика
Це дрібний гризун з довжиною голови й тулуба від 65 до 90 мм, довжиною хвоста від 80 до 105 мм, довжиною лап від 20 до 22 мм, довжиною вух від 15 до 18 мм і вагою до 25 грамів. Верхні частини сірувато-бурі, а черевні частини білуваті, основа волосків сіра. Ноги білі, тонкі. Хвіст довший за голову й тулуб.

## Поведінка
Це нічний і зграйний вид. Будує складні системи тунелів довжиною до кількох метрів. Харчуються насінням, стеблами трав, грибами, членистоногими.

## Загрози й охорона
Загрозами є хижацтво здичавілих кішок (серйозна), збільшення кількості пожеж (серйозна), втрата та фрагментація середовища існування (помірна), хижацтво червоними лисицями (від помірного до незначного), деградація середовища існування через бур'яни (від помірної до незначної), деградація середовища існування через худобу та немісцевих травоїдних тварин (від помірної до незначної), деградація середовища існування через інфекцію Phytophthora (від помірної до незначної).
Для цього виду немає національного плану відновлення. Ці миші зустрічаються в кількох національних парках та інших природоохоронних заповідниках із боротьбою з пожежами, іноді з метою створення середовища існування для цього виду.